# Galilée ne répond plus
Galilée ne répond plus (The Galileo Seven) est le seizième épisode de la première saison de la série télévisée Star Trek. Treizième épisode à avoir été produit, il fut diffusé pour la première fois le 5 janvier 1967 sur la chaîne NBC.
Alors qu'elle tente une mission d'exploration, la navette Galilée se pose en catastrophe sur la planète Taurus II. Spock doit en assurer le commandement en attendant les secours de l'Enterprise.

## Distribution

### Acteurs principaux
- William Shatner : James T. Kirk (VF : Yvon Thiboutot)
- Leonard Nimoy : Spock (VF : Régis Dubost)
- DeForest Kelley : McCoy
- George Takei : Sulu
- Nichelle Nichols : Uhura
- James Doohan : Scotty

### Acteurs secondaires
- Don Marshall : lieutenant Boma
- John Crawford : commissaire Farris
- Peter Marko : lieutenant Gaetano
- Phyllis Hodges Boyce (en) (Phyllis Douglas) : lieutenant Mears
- Rees Vaughn : lieutenant Latimer
- Grant Woods : lieutenant Kelowitz
- Buck Maffei : la créature

## Résumé
Alors que l'Enterprise doit délivrer une importante cargaison de médicament à la colonie de New Paris, le vaisseau passe non loin d'un quasar étrange. Partis l'étudier de plus près en empruntant la navette Galilée, sept personnes d'équipage, dont Spock, McCoy et Scotty finissent par s'écraser sur la surface de Taurus II sans moyen de communication. Spock prend la tête du petit groupe, estimant qu'il est du rang le plus élevé, et ce, malgré la méfiance de ses compagnons. Alors que trois d'entre eux sont partis explorer les environs, ils se font attaquer par des hommes des cavernes géants équipés de lances et de boucliers. Un des membres, Latimer, est tué. Spock donne alors l'ordre d'effrayer les créatures sans les tuer.
De son côté, le capitaine Kirk lance l'Enterprise à la recherche des membres du groupe, malgré la présence du commissaire Farris qui veut que les médicaments soient livrés au plus vite. Il laisse à Kirk 48 heures pour retrouver les survivants. Une des trois équipes de recherche est d'ailleurs attaquée par les créatures géantes. Spock attire de plus en plus la suspicion de l'équipage à cause de sa façon de penser basée sur la logique au détriment de toute empathie. Sa tentative d'effrayer les créatures ne s'avère pas payante et un autre membre, Gaetano, est tué alors qu'il est de garde. Pendant ce temps-là, Scotty tente de réparer sommairement la navette mais doit utiliser l'énergie des armes-laser afin de pouvoir la recharger.
Sur l'Enterprise, les 48 heures s'écoulent et le capitaine Kirk est contraint de les laisser. Alors que les membres du Galilée voient le vaisseau attaqué par une créature, la navette finit par décoller. Hélas, il y a très peu de carburant et la chance d'être trouvé est infime. Au dernier moment, Spock lance une tentative désespérée consistant à utiliser la navette au maximum de sa puissance afin de tracer une courbe qui serait visible par l'Enterprise, et ce, en dépit de la logique qui veut qu'une telle tentative n'ait que peu de chance d'aboutir. Le signal est néanmoins repéré et tous sont téléportés à l'intérieur du vaisseau au moment où le Galilée s'embrase en entrant dans l'atmosphère.
À bord de l'Entreprise, Kirk tente de faire avouer à Spock qu'une telle mesure montre qu'il a un côté humain. Spock se retranche dans l'idée que tout cela était logique, et sa mauvaise foi fait éclater de rire l'ensemble de l'équipage.

## Autour de l'épisode
Cet épisode montre la première apparition du grade d'enseigne dans la série.

## Production

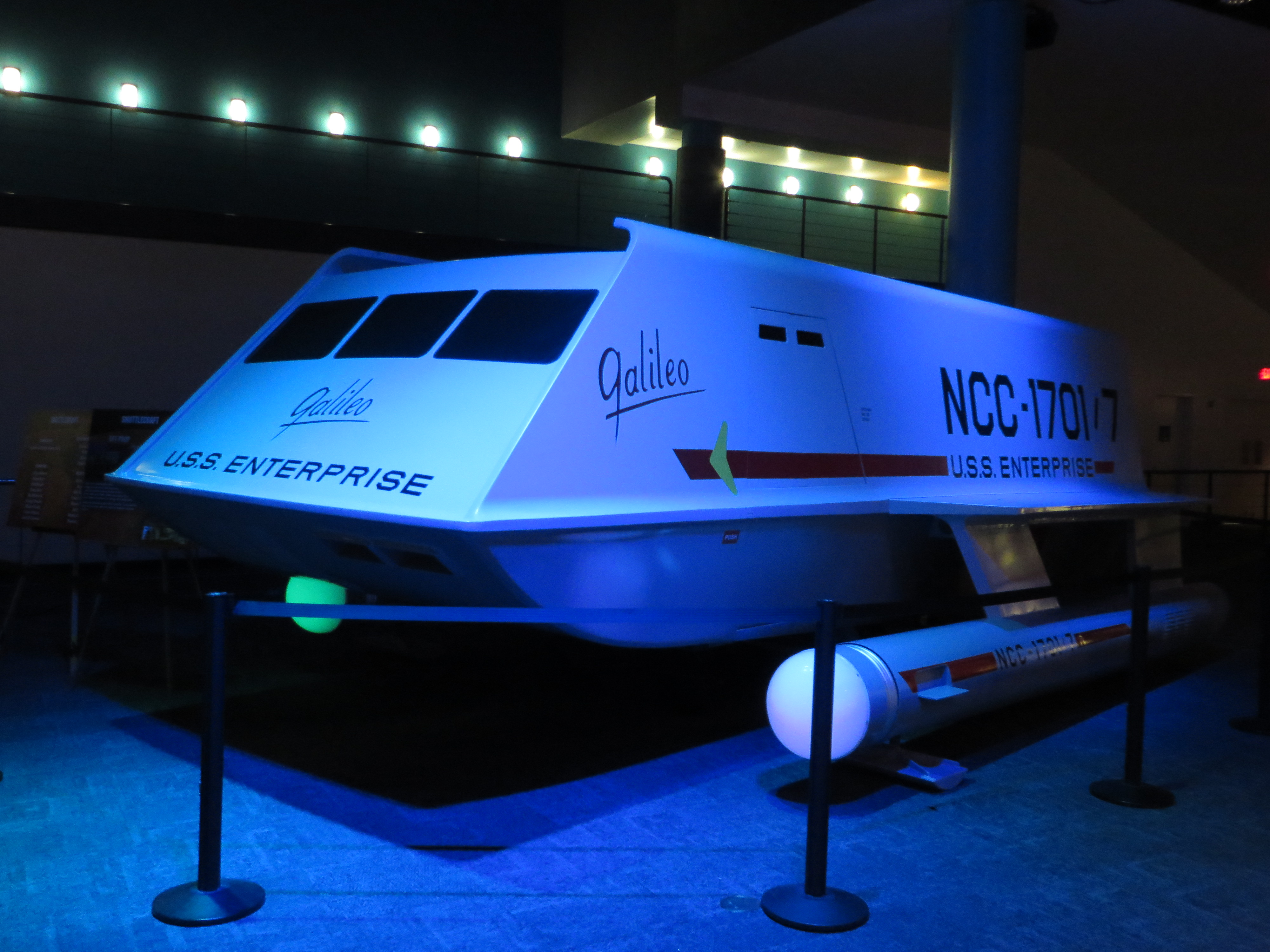
Navette Galileo du NCC 1701 Starship Enterprise, la vraie, utilisée à l’écran dans la série originale (années 1960). Sauvée de la rouille dans une grange et vendue aux enchères, elle fut entièrement restaurée.

### Écriture
L'idée à l'origine de l'épisode est issue du scénariste Oliver Crawford qui proposa une histoire de science-fiction s'inspirant du film  Quels seront les cinq ? sorti en 1939 dans laquelle avait joué, toute jeune, Lucille Ball, qui était à l'époque une des productrices du studio Desilu Productions où était tourné Star Trek. Le scénario fut complété le 1er septembre mais connut des réécritures jusqu'au 15 septembre. Dans le script originel la dispute entre Kirk et le Commissionnaire Farris était plus longue. À l'origine, la place dans l'épisode tenue par la Yeoman Mears devait être tenue par le personnage de Janice Rand, mais entre-temps son actrice Grace Lee Whitney fut retirée de la série.

### Casting
Phyllis Douglas reviendra dans le rôle d'une « hippie de l'espace » dans l'épisode Le Chemin d'Eden (saison 3, vingtième épisode).

### Tournage
Le tournage eut lieu du 22 au 30 septembre 1966 au studio de la compagnie Desilu Productions sur Gower Street à Hollywood sous la direction de Robert Gist
Pour faire paraître les géants plus grands qu'ils ne sont, des petits accessoires ont été disposés afin de donner une illusion de fausse perspective. De plus le maquillage des créatures fut jugé peu convaincant et aucun plan rapproché ne fut utilisé afin de garder une impression menaçante.

## Diffusions

### Diffusion aux États-Unis
L'épisode fut retransmis à la télévision pour la première fois le 5 janvier 1967 sur la chaîne américaine NBC en tant que seizième épisode de la première saison.

### Diffusion au Royaume Uni et au Québec
L'épisode fut diffusé au Royaume Uni le 27 décembre 1969 sur BBC One.
En version francophone, l'épisode fut diffusé au Québec en 1971. 

### Diffusion en France
En France, l'épisode est diffusé le 29 août 1986 lors de la rediffusion de l'intégrale de Star Trek sur La Cinq.

## Réception critique
Dans un classement pour le site Hollywood.com, Christian Blauvelt place cet épisode à la 6e position sur les 79 épisodes de la série originelle appréciant beaucoup l'atmosphère "claustrophobique" et pleine de suspens de l'épisode. À l'opposé, pour le siteThe A.V. Club, Zack Handlen donne à l'épisode la note de B décrivant l'épisode comme "soulevant des problèmes intéressants" mais prenant souvent la forme d'un "combat fixe."

## Adaptations en nouvelles et comic-books
L'épisode fut adapté sous forme d'une nouvelle de James Blish dans le livre « Star Trek 10 », un recueil compilant différentes histoires de la série, et sorti en 1974. Il connut aussi une version sous forme de roman-photo en 1977 aux éditions Bantam Books, ainsi qu'un comic-book publié chez IDW Publishing et racontant l'histoire avec les personnages tels qu'ils sont joués dans la réalité alternative plantée par le film Star Trek de 2009.
Le roman dérivé de la série Dreadnought! prolonge cette histoire avec Boma devant partir en cour martiale pour son insubordination envers Spock.

## Éditions commerciales
Aux États-Unis, l'épisode est disponible sous différents formats. En 1985, l'épisode est sorti en VHS et Betamax. L'épisode sortit en version remastérisée sous format DVD en 1999 et 2004. C'est le premier épisode de la série originale à connaitre une remastérisation sortie le 22 septembre 2007 : Les effets spéciaux ont été améliorés, notamment les plans de l'Enterprise et des différents navettes et ceux montrant la planète vue depuis l'espace qui ont été modélisés en image de synthèse. L'édition Blu-ray de la série fut diffusée en avril 2009.
En France, l'épisode fut disponible avec l'édition VHS de l'intégrale de la saison 1, sortie le 13 janvier 2000. L'édition DVD est sortie le 30 août 2004 et l'édition Blu-ray le 29 avril 2009.